# Бурос-Арена
«Бурос-Арена» (швед. Borås Arena) — футбольный стадион в Буросе, Швеция. Домашний стадион клуба «Эльфсборг».
Максимальная вместимость стадиона меняется в зависимости от мероприятий, которые там проходят, и составляет от 14 500 до 17 800. Бурос-Арена — первый шведский стадион, построенный футбольным клубом при поддержке инвестиционных компаний.

## История
Строительство арены началось 31 декабря 2003 года и завершилось 17 апреля 2005 года. Общая смета проекта была оценена в 112 миллионов крон. Возведение Бурос-Арены стало новой страницей не только в истории «Эльфсборга», но и в истории всего шведского футбола, поскольку этот стадион стал первым в стране, построенным футбольным клубом при поддержке инвесторов. В дальнейшем много клубов копировали опыт «Эльфсборг» и пытались обзавестись собственными спортивными аренами с целью привлечь экономические ресурсы. Стадион был построен очень близко к бывшей домашней арене клуба, имевшей название Рюаваллен.
Первая игра на Бурос-Арене состоялась 17 апреля 2005 года между «Эльфсборгом» и «Эргрюте» и закончилась победой хозяев поля со счетом 1:0. Первым мячом на новой арене отметился Даниэль Мобекк. Первым хет-триком на новом стадионе в будущем также отличился футболист «Эльфсборга», а именно Андерс Свенссон, который трижды поразил ворота «Гётеборга».
Максимальная вместимость Бурос-Арены на матчах Аллсвенскана составляет 17 800 зрителей, тем не менее, во время проведения международных матчей их количество снижается до 14 500 учитывая нормы пожарной безопасности, установленные УЕФА. Рекорд посещаемости во время игр внутреннего чемпионата был зафиксирован 4 июля 2005 года в поединке «Эльфсборга» и «Кальмара». Посмотреть этот поединок вживую решили 17 070 зрителей. Самая высокая посещаемость на международных матчах пришлась на поединок плей-офф Лиги Чемпионов против «Валенсии», который был проигран «Эльфсборгом» 29 августа 2007 года со счетом 1-2. Свидетелями этого стали 13 148 зрителей. Бурос-Арена состоит из четырёх основных трибун: Кналлеландслектарен, Ольгордслектарен, Шугерадслектарен и Эльфсборгслектарен.
В 2009 стадион было запланировано использовать в качестве арены для проведения матчей молодёжного чемпионата Европы, однако возник конфликт с рестораном Max Hamburgerrestauranger, расположенный на территории комплекса. УЕФА потребовало закрытия ресторана из-за лоббирования интересов McDonald’s, с которым сотрудничает организация. Невозможность размещения на стадионах, принимающих чемпионат Европы, других заведений питания было одним из основных требований футбольного союза, однако владельцы Max отказались закрывать ресторан, и Бурос-Арена была исключена из списка стадионов для матчей молодёжного Евро.
В 2012 году, во время перерыва в соревнованиях, вызванным проведением Евро-2012, на Бурос-Арене было заменено покрытие поля на современную искусственную траву GreenFields MX Trimension 42.

## Посещаемость по сезонам
В таблице представлена средняя посещаемость стадиона по сезонам во время матчей команд, для которых он является домашней ареной.
| Команда     | 2005   | 2006   | 2007   | 2008  | 2009  | 2010  | 2011   | 2012   |
| ----------- | ------ | ------ | ------ | ----- | ----- | ----- | ------ | ------ |
| «Эльфсборг» | 10,746 | 12,176 | 11,867 | 9,513 | 9,719 | 8,423 | 10,029 | 10,513 |
| «Норрбю»    | 559    | 337    | 286    | 295   | 312   | 512   | 634    | 470    |

## Галерея
- Бурос-Арена
- Ольгордслектарен
- Ольгордслектарен
- Ресторан Max на стадионе
- Шугерадслектарен
- Матч против «Эргрюте»
- Бурос-Арена